# Graham Zusi
Graham Jonathan Zusi (* 18. August 1986 in Longwood, Florida) ist ein US-amerikanischer Fußballspieler.
Der Mittelfeldspieler spielt seit 2009 für Sporting Kansas City in der Major League Soccer.

## Karriere

### College
Nach seinem Abschluss an der Lake Brantley High School in Altamonte Springs, Florida ging Zusi an die University of Maryland. Dort spielte er College-Soccer für die „Maryland Terrapins“, die ihre Spiele in der Atlantic Coast Conference bestritten, und erzielte in 89 Spielen 28 Tore. Die Mannschaft gewann die National Championship für College-Mannschaften 2005 und 2008. Sein College-Studium schloss Zusi mit einem Abschluss in Kriminalwissenschaften ab.
Während der Saisonpausen am College spielte er 2005 für die Central Florida Kraze in der USL Premier Development League.
haften

### Sporting Kansas City
Zusi kam über den MLS SuperDraft 2009 zu den Kansas City Wizards, welche sich später in Sporting Kansas City umbenannten. Sein Debüt gab er am 21. März 2009 gegen den Toronto FC.

### Nationalmannschaft
Am 21. Januar 2012 absolvierte er sein erstes Länderspiel für die USA. Gegen Venezuela stand er in der Startelf. Am 25. Januar 2012 erzielte er sein erstes Länderspieltor.

## Erfolge

### Mit der University of Maryland
- NCAA Men’s Division I Soccer Championship: 2005, 2008

### Mit Sporting Kansas City
- MLS Cup: 2013
- Lamar Hunt U.S. Open Cup: 2012, 2015

### Als Spieler
- MLS Best XI: 2012, 2013
- MLS All-Star: 2012, 2013, 2014
- MLS Breakout Player of the Year: 2011[4]
- Sporting Kansas City Most Valuable Player: 2012,[5] 2013[6]